# كالفين بيرل تيتوس
كالفين بيرل تيتوس (بالإنجليزية: Calvin Pearl Titus)‏ هو عسكري أمريكي، ولد في 22 سبتمبر 1879 في فينتون في الولايات المتحدة، وتوفي في 27 مايو 1966 في سان فيرناندو في الولايات المتحدة.